# Inhibidor de l'aromatasa
Els inhibidors de l'aromatasa (IA) són una classe de medicaments que s'utilitzen en el tractament del càncer de mama en dones postmenopàusiques i la ginecomàstia en homes. També es poden utilitzar fora de l'etiqueta per reduir la conversió d'estrògens quan se suplementa de manera exògena la testosterona. Igualment es poden utilitzar per a la quimioprevenció en dones amb alt risc de càncer de mama.
L'aromatasa és l'enzim que catalitza un pas clau d'aromatització en la síntesi d'estrògens. Converteix l'anell enònic dels precursors d'andrògens com la testosterona en un fenol, completant la síntesi d'estrògens. Com que els càncers de mama i d'ovari hormonals positius requereixen que els estrògens creixin, es prenen els IA per bloquejar la producció d'estrògens o bloquejar l'acció dels estrògens sobre els receptors.

## Membres
Fàrmacs comercialitzats al mercat espanyol:
- Anastrozole (EFG, Arimidex)
- Letrozole (EFG, Femara, Loxifan)
- Exemestà (Aromasin)